# 26127 Otakasakajyo
26127 Otakasakajyo (tên chỉ định: 1993 BL2) là một tiểu hành tinh vành đai chính. Nó được phát hiện bởi Tsutomu Seki ở Geisei Observatory ở Kōchi, Kōchi Prefecture, Nhật Bản, ngày 19 tháng 1 năm 1993. Nó được đặt theo tên a former name thuộc Kōchi Castle.